# Lennoaceae

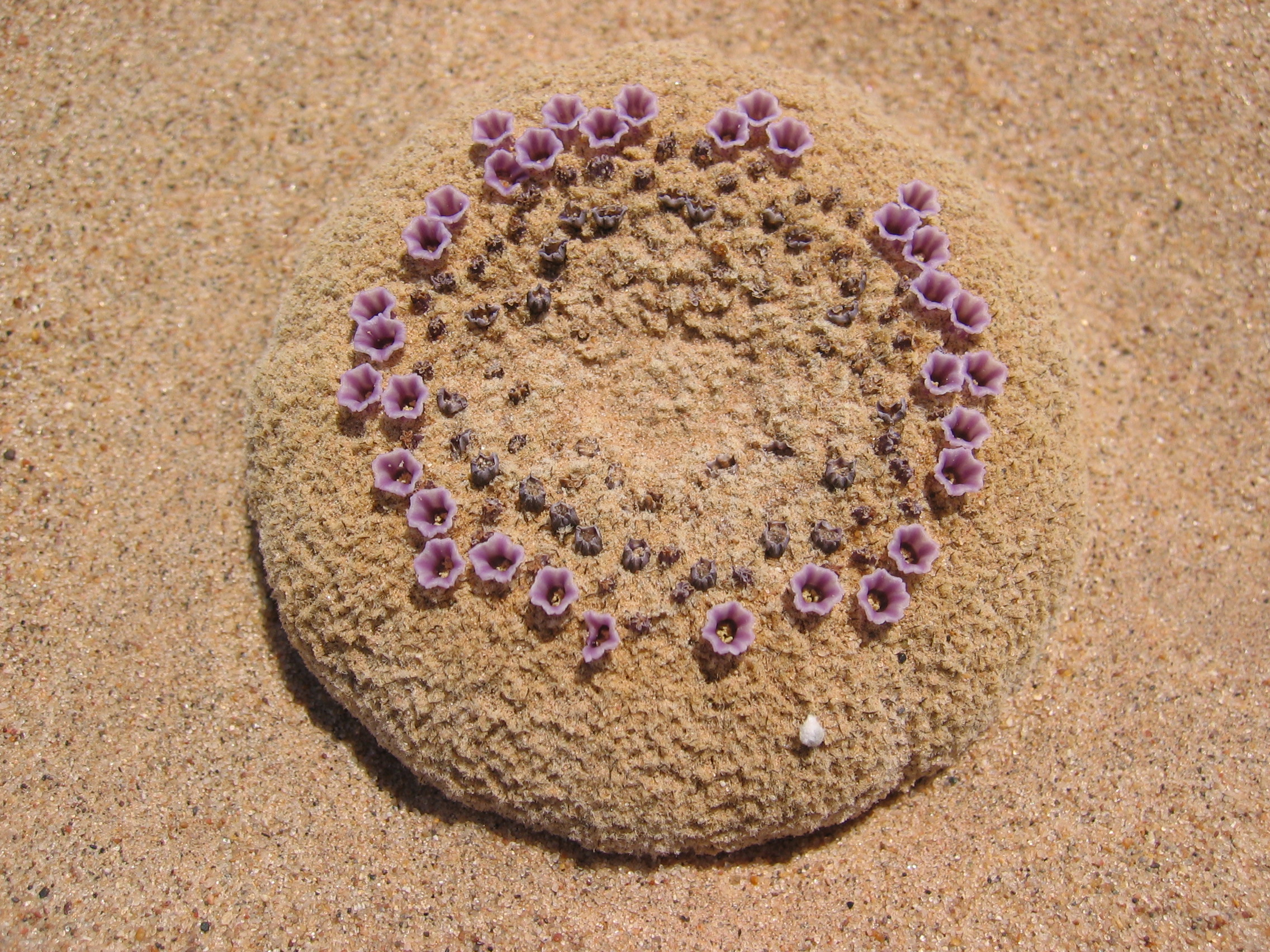
Pholisma sonorae

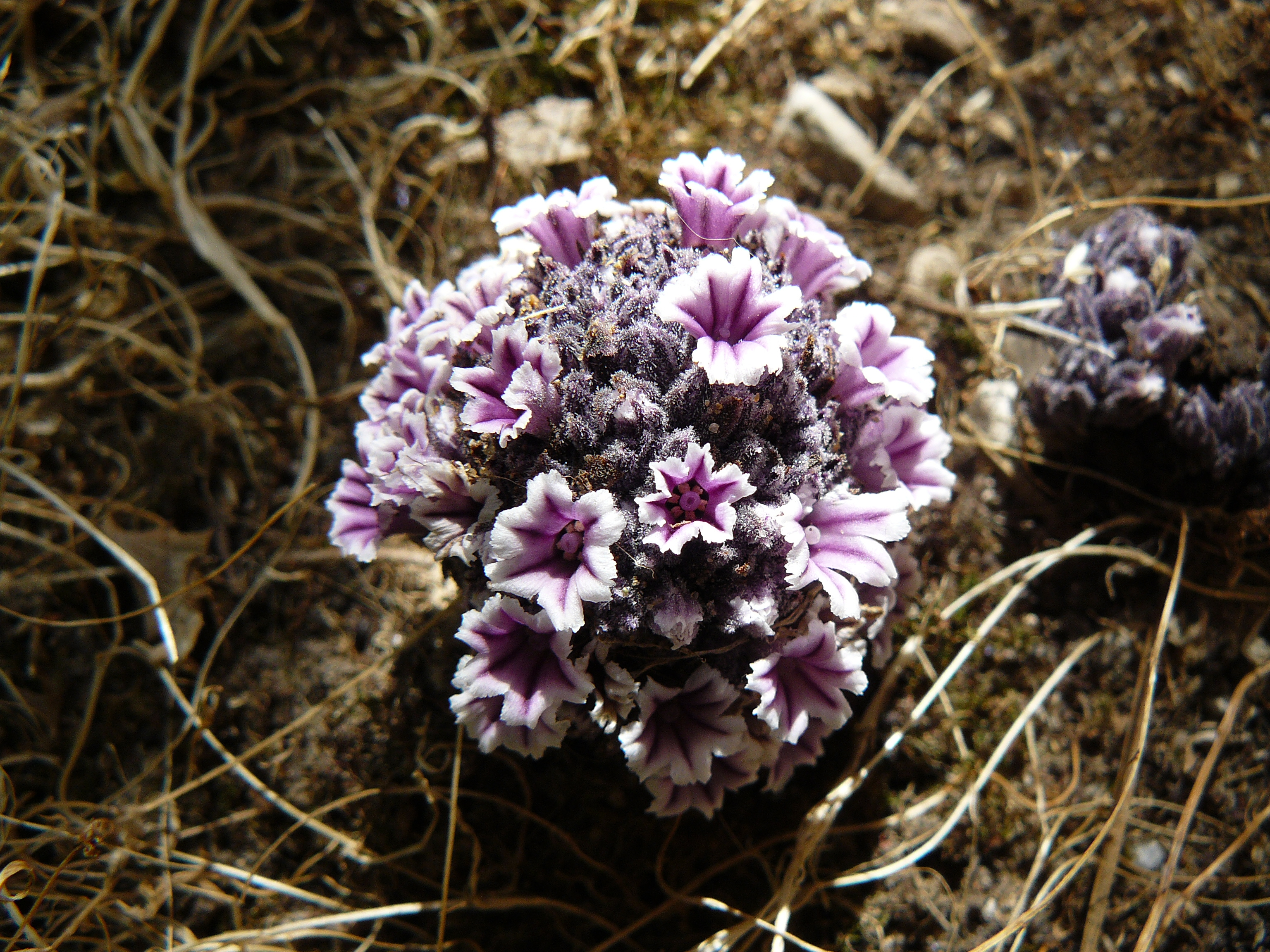
Pholisma arenarium

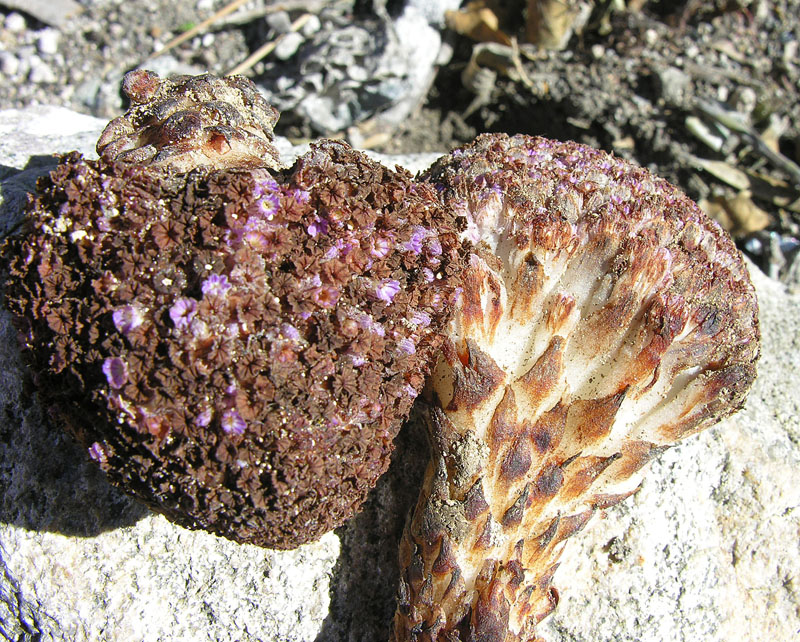
Lennoa madreporoides

Lennoaceae – rodzina bezzieleniowych, pasożytniczych roślin z rzędu ogórecznikowców (Boraginales). Często także wyodrębniana w randze podrodziny Lennooideae w rodzinie ogórecznikowatych (Boraginaceae). Według APweb uznana za synonim plemienia Pholismateae Horaninow w ramach rodziny Ehretiaceae. Do taksonu tego zaliczane były dwa rodzaje (Pholisma i Lennoa) z czterema gatunkami. Występują one na obszarze od Kalifornii i Arizony na północy po Gwatemalę na południu oraz w północnej Kolumbii i Wenezueli. Pojawiające się na pustyni Sonora pędy kwiatostanowe Lennoa madreporoides były i są nadal spożywane jako warzywo przez miejscowych Indian. 
Rośliny te w przeciwieństwie do większości innych pasożytów nie są przywiązane do określonych żywicieli. Najczęściej rozwijają się jednak na powojnikach Clematis, wilczomleczach Euphorbia i krzewiastych astrowatych Asteraceae.

## Morfologia
Organy podziemneRośliny te tworzą grube tzw. korzenie pilotowe rozchodzące się poziomo na obszarze o średnicy do 6 m. Prawdopodobnie na podstawie bodźców chemicznych – po wykryciu korzeni żywiciela – z korzeni pilotowych wyrastają krótkie korzenie ssawkowe wnikające w jego tkanki i tworzące w nich organ ssawkowy, a z czasem nieregularny twór z wyrostkami, z których wiązki przewodzące rozrastają się wzdłuż ksylemu gospodarza.
LiścieWykształcone jako brązowawe lub różowe łuski, wyrastające skrętolegle na pędzie kwiatowym.
KwiatyZebrane w gęste, rozwijające się na powierzchni ziemi kwiatostany główkowate. Mięsiste pędy kwiatowe wynoszące kwiatostany na powierzchnię wyrastają z grubych korzeni pilotowych u Pholisma i z tkanek przenikających korzenie gospodarza u Lennoa. Kwiaty są promieniste lub lekko dwubocznie symetryczne, cztero- do dziesięciokrotnych. Kielich jest długi i wąski. Korona kwiatu lejkowato rozchylona. Pręciki w dwóch okółkach, przyrośnięte do płatków korony, w liczbie 5 do 8. Miodników brak. Zalążnia górna, powstaje z 5–16 owocolistków tworzących własne komory dodatkowo przedzielone fałszywymi przegrodami. W każdej fałszywej komorze rozwija się pojedynczy zalążek. Szyjka słupka tęga, zwieńczona główkowatym lub podzielonym, mokrym znamieniem.
OwoceOkryte trwałym kielichem i koroną. Po dojrzeniu otwierają się na szczycie kapeluszowatym wieczkiem, przez które wypadają jednonasienne rozłupki, przypominające małe pestkowce. Nasiono zawiera bielmo i drobny, kulisty i niezróżnicowany zarodek.

## Systematyka
Podobnie jak w przypadku innych grup roślin pasożytniczych – ze względu na uproszczoną budowę tych roślin – taksonomowie od dawna mieli problem z ustaleniem relacji filogenetycznych tej grupy. Tradycyjnie rośliny te łączono zwykle z wrzosowcami Ericales. Aktualna pozycja systematyczna wynika z poznania pokrewieństwa z faceliowatymi i ogórecznikowatymi na podstawie głównie badań morfologicznych kwiatów i badań embriologicznych. 
Pozycja systematyczna według systemu APG IV z 2016
Jedna z podrodzin w rodzinie ogórecznikowatych Boraginaceae, jedynej w rzędzie ogórecznikowców Boraginales. 
Pozycja systematyczna według APweb
Takson uznany za synonim plemienia Pholismateae w ramach rodziny Ehretiaceae. Wcześniej ujmowany w randze rodziny o niepewnej pozycji systematycznej (incertae sedis) w obrębie rzędu ogórecznikowców Boraginales. 
|  | Codonaceae                                                                        |
|  |                                                                                   |
|  | \| \| Wellstediaceae \| \| \| \| \| \| Boraginaceae – ogórecznikowate \| \| \| \| |
|  |                                                                                   |
|  | Wellstediaceae                                                                    |
|  |                                                                                   |
|  | Boraginaceae – ogórecznikowate                                                    |
|  |                                                                                   |

|  | Wellstediaceae                 |
|  |                                |
|  | Boraginaceae – ogórecznikowate |
|  |                                |

|  | Heliotropiaceae                                            |
|  |                                                            |
|  | \| \| Cordiaceae \| \| \| \| \| \| Ehretiaceae \| \| \| \| |
|  |                                                            |
|  | Cordiaceae                                                 |
|  |                                                            |
|  | Ehretiaceae                                                |
|  |                                                            |

|  | Cordiaceae  |
|  |             |
|  | Ehretiaceae |
|  |             |

|  | Heliotropiaceae                                            |
|  |                                                            |
|  | \| \| Cordiaceae \| \| \| \| \| \| Ehretiaceae \| \| \| \| |
|  |                                                            |
|  | Cordiaceae                                                 |
|  |                                                            |
|  | Ehretiaceae                                                |
|  |                                                            |

|  | Cordiaceae  |
|  |             |
|  | Ehretiaceae |
|  |             |

|  | Heliotropiaceae                                            |
|  |                                                            |
|  | \| \| Cordiaceae \| \| \| \| \| \| Ehretiaceae \| \| \| \| |
|  |                                                            |
|  | Cordiaceae                                                 |
|  |                                                            |
|  | Ehretiaceae                                                |
|  |                                                            |

|  | Cordiaceae  |
|  |             |
|  | Ehretiaceae |
|  |             |

|  | Heliotropiaceae                                            |
|  |                                                            |
|  | \| \| Cordiaceae \| \| \| \| \| \| Ehretiaceae \| \| \| \| |
|  |                                                            |
|  | Cordiaceae                                                 |
|  |                                                            |
|  | Ehretiaceae                                                |
|  |                                                            |

|  | Cordiaceae  |
|  |             |
|  | Ehretiaceae |
|  |             |

|  | Codonaceae                                                                        |
|  |                                                                                   |
|  | \| \| Wellstediaceae \| \| \| \| \| \| Boraginaceae – ogórecznikowate \| \| \| \| |
|  |                                                                                   |
|  | Wellstediaceae                                                                    |
|  |                                                                                   |
|  | Boraginaceae – ogórecznikowate                                                    |
|  |                                                                                   |

|  | Wellstediaceae                 |
|  |                                |
|  | Boraginaceae – ogórecznikowate |
|  |                                |

|  | Heliotropiaceae                                            |
|  |                                                            |
|  | \| \| Cordiaceae \| \| \| \| \| \| Ehretiaceae \| \| \| \| |
|  |                                                            |
|  | Cordiaceae                                                 |
|  |                                                            |
|  | Ehretiaceae                                                |
|  |                                                            |

|  | Cordiaceae  |
|  |             |
|  | Ehretiaceae |
|  |             |

|  | Heliotropiaceae                                            |
|  |                                                            |
|  | \| \| Cordiaceae \| \| \| \| \| \| Ehretiaceae \| \| \| \| |
|  |                                                            |
|  | Cordiaceae                                                 |
|  |                                                            |
|  | Ehretiaceae                                                |
|  |                                                            |

|  | Cordiaceae  |
|  |             |
|  | Ehretiaceae |
|  |             |

|  | Heliotropiaceae                                            |
|  |                                                            |
|  | \| \| Cordiaceae \| \| \| \| \| \| Ehretiaceae \| \| \| \| |
|  |                                                            |
|  | Cordiaceae                                                 |
|  |                                                            |
|  | Ehretiaceae                                                |
|  |                                                            |

|  | Cordiaceae  |
|  |             |
|  | Ehretiaceae |
|  |             |

|  | Heliotropiaceae                                            |
|  |                                                            |
|  | \| \| Cordiaceae \| \| \| \| \| \| Ehretiaceae \| \| \| \| |
|  |                                                            |
|  | Cordiaceae                                                 |
|  |                                                            |
|  | Ehretiaceae                                                |
|  |                                                            |

|  | Cordiaceae  |
|  |             |
|  | Ehretiaceae |
|  |             |

Wykaz rodzajów
- Pholisma Nuttall ex W. J. Hooker
- Lennoa Lexarza